# Kulturzentrum GBS

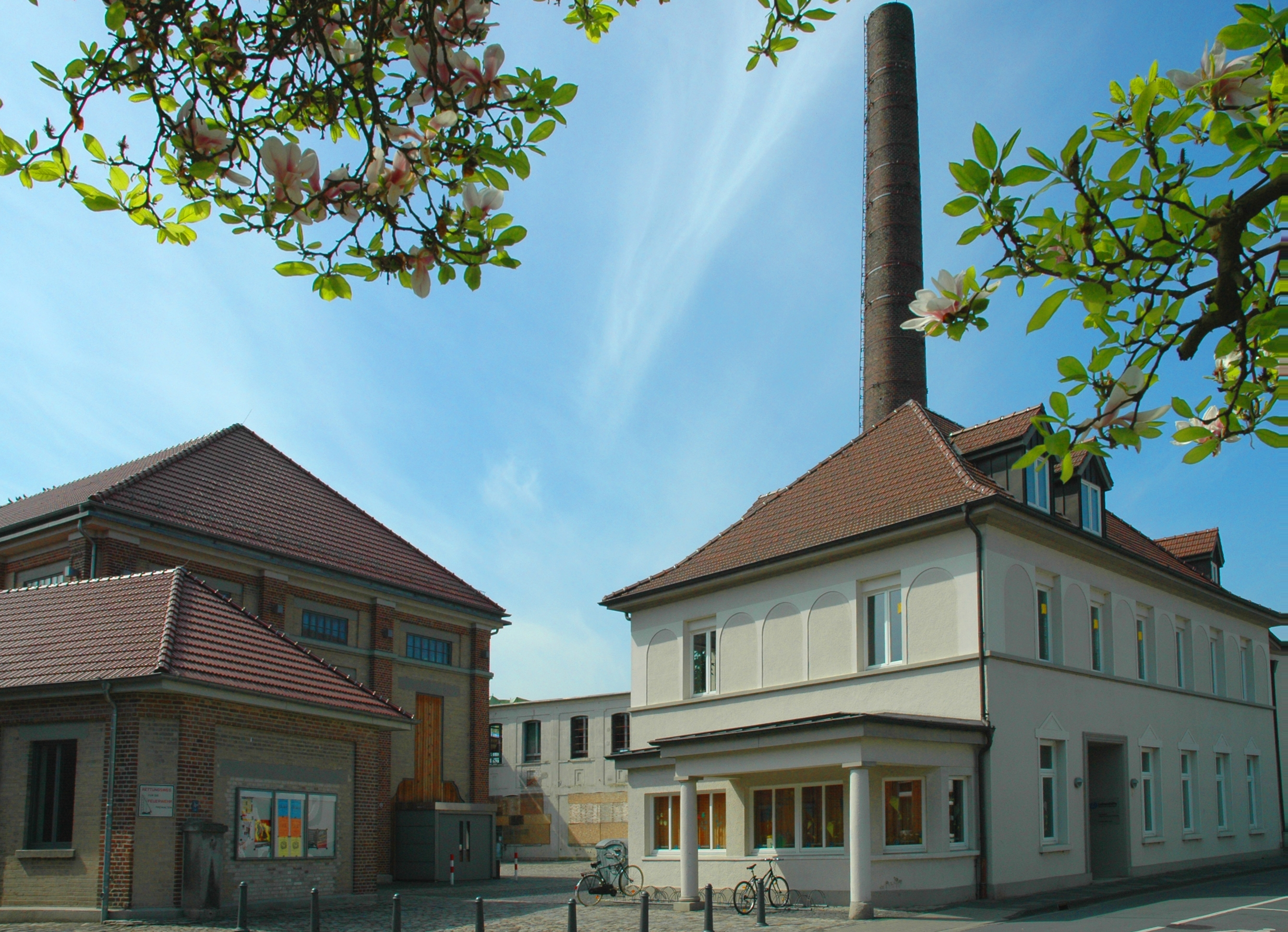
Kulturzentrum GBS

Das Kulturzentrum GBS wurde 1998 in ehemaligen Gebäuden der 1993 stillgelegten Grevener Baumwollspinnerei (GBS) an der Friedrich-Ebert-Straße in Greven in Betrieb genommen.

## Funktion

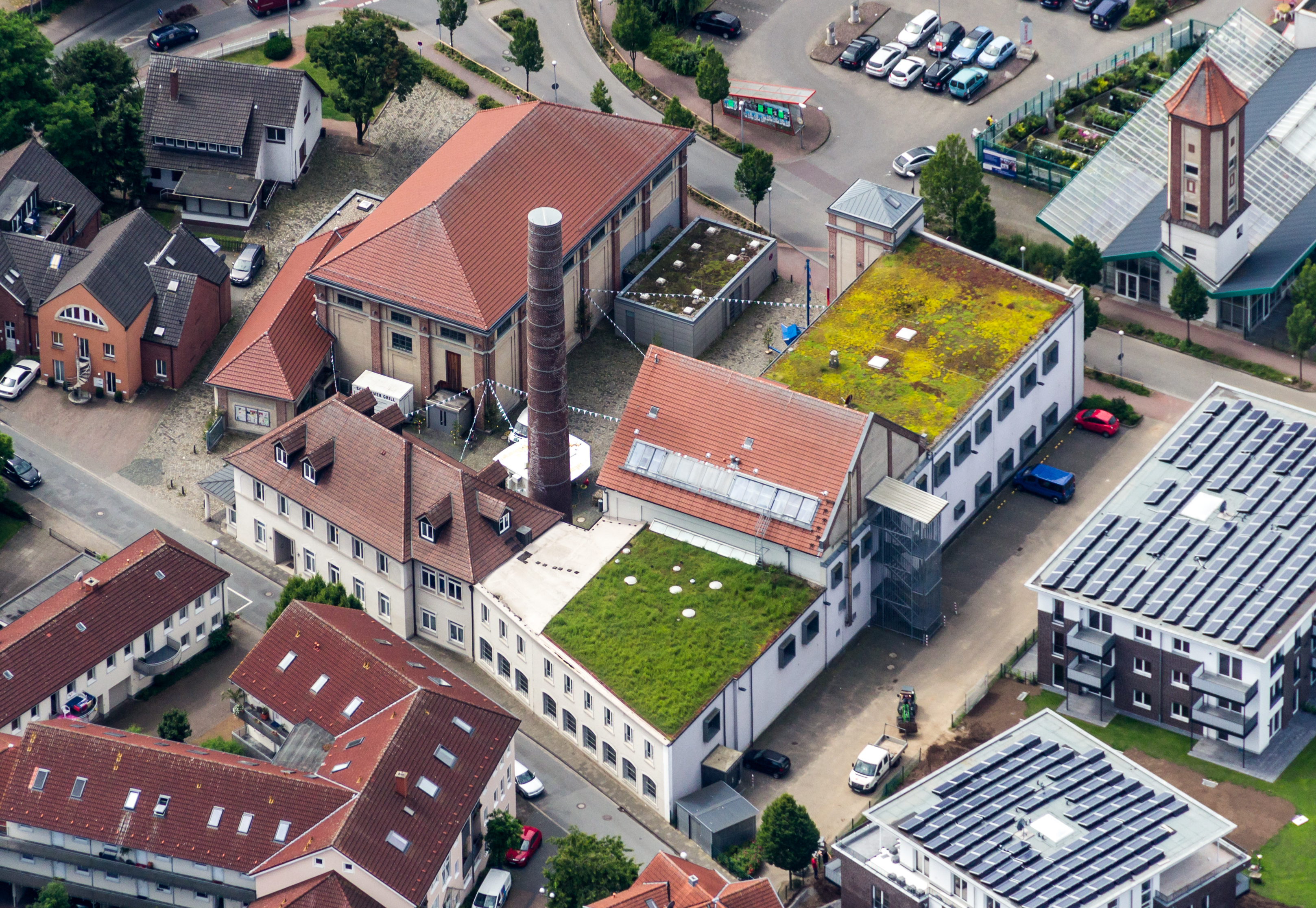
Kesselhaus und Ballenlager (Luftbild, 2014)

Das Zentrum beherbergt den 2000 eröffneten größten Veranstaltungsraum Grevens, das Ballenlager, den Veranstaltungsraum Kulturschmiede (in der ehemaligen Schmiede) sowie die Musikschule, die Volkshochschule und ein Jugendcafé im ehemaligen Kesselhaus.
Im Obergeschoss der Schmiede und des Verwaltungsgebäudes arbeiten Bildungsträger, die sich vornehmlich um die Integration junger Menschen in den Arbeitsmarkt kümmern. Im Erdgeschoss des Verwaltungstraktes hat die Lebenshilfe e. V. neue Räume bekommen. In der Pförtnerloge des Verwaltungsgebäudes ist eine Kindergruppe der Lebenshilfe untergebracht.
Ende 2006 wurde die letzte Phase des Umbaus der Grevener Baumwollspinnerei abgeschlossen. In der ehemaligen Karderie öffnete ein Kinder-, Jugend- und Kulturzentrum. Als zentrale Anlaufstelle für Jugendliche bietet die Karderie sowohl freizeitpädagogische als auch jugendkulturelle Angebote. Darüber hinaus widmen sich Mitarbeiter der Einrichtung der Grevener Stadtteiljugendarbeit.

## Architektur
Das Ensemble besteht aus den renovierten, um einen Innenhof gruppierten, historisch interessantesten Gebäudeteilen der Fabrikanlage. Die weitläufigen Fabrikationshallen des Textilindustriebetriebes wurden abgerissen.
Nach einem Brand 1900 wurden die Fabrikgebäude nach den Plänen des Stuttgarter Industriearchitekten und Baurats Philipp Jakob Manz (1861–1936) ab 1913 grundlegend verändert wiederaufgebaut. Durch den Ersten Weltkrieg kam es zu erheblichen Verzögerungen, und so zog sich der Bau bis 1927 hin. Trotz erheblicher Umbaumaßnahmen in der Zeit zwischen 1930 und 1970 blieben die architekturtypischen Details der Gebäude erhalten und wurden durch die aktuellen Renovierungsarbeiten konserviert.
Der Staubturm im Nordwesten (1913) dient heute als Treppenhaus. Er wirkt wie ein Eckturm der sich im Norden hinstreckenden Karderie, eines zweigeschossigen Flachbaus mit hohen gusseisernen Sprossenfenstern.
Direkt daneben erhebt sich der Giebel des 1927 erbauten Kesselhauses. Weit über den 18 Meter hohen Giebel des Kesselhauses hinaus erhebt sich ein backsteinerner roter Schornstein. Er steht frei in der nordöstlichen Ecke des Innenhofes. Als letzter von vielen „rauchenden Schloten“, die einst das Grevener Stadtbild prägten, blieb er erhalten. Allerdings mussten im Zuge des Umbaus zum Kulturzentrum GBS die oberen Meter aus Sicherheitsgründen abgetragen werden.
Im rechten Winkel zur Linie Karderie–Kesselhaus wird der Innenhof nach Osten vom ehemaligen Verwaltungsgebäude aus dem Jahr 1920 begrenzt. Genau im Winkel zwischen Kesselhaus und Verwaltungsgebäude, etwas versteckt hinter dem Schornstein, befindet sich der Eingang eines zweigeschossigen Flachbaus, der vom Innenhof kaum sichtbar ist. Darin waren im Erdgeschoss eine Schmiede und Schlosserei und im Obergeschoss Labore untergebracht.
In der ehemaligen Schmiede wurde bei der Renovierung und Modernisierung zum Veranstaltungssaal Kulturschmiede die alte Esse erhalten. 
Das ehemalige Magazin, ein eingeschossiger Bau mit Walmdach schmiegt sich um die südöstliche Ecke des Ballenlagers von 1920 und zieht sich – immer schmaler werdend – weiter an der Südfassade entlang. 
Das Ballenlager selbst ist eine imposante Backsteinhalle mit einem Walmdach mit ca. 30 × 15 m Grundfläche und ist 16 m hoch. Die Fassaden sind durch lisenenartige Pfeiler aus rotem Backstein gegliedert; zurückspringend und aus hellem Stein gemauert wurden die Felder dazwischen, in deren oberem Fünftel über einem zierlichen Fensterbankgesims und unter einem ausladenden Dachgesims schmale Fenster Licht in das große Lagerhaus lassen. 
Die Westfassade des Ballenlagers ist nicht im rechten Winkel zu den anderen Außenwänden gebaut, sondern folgt dem ehemaligen Lauf der Ems. Der Fluss war bis zu seiner Begradigung und Eindeichung in den Jahren 1952 bis 1955 die westliche Grenze des GBS-Grundstücks.
Durch einen kurzen Eingangsbereich mit der Nordfassade des Ballenlagers verbunden, baulich wie stilistisch aber deutlich von ihm abgesetzt, wurde ein moderner Flachbau mit der für den Veranstaltungsraum notwendigen Künstlergarderobe errichtet.